# جو صدي
جو صدي (بالإنجليزية: Joe Saddi)‏: هو رجل أعمال والمدير الإداري في شركة بوز أند كومباني في الشرق الأوسط. من المتوقعأن يكون وزير الطاقة والمياه في الحكومة اللبنانية عام 2025.

## سيرة ذاتية
صدي انهى دراسته للقب الأول في إدارة الأعمال في المدرسة العليا للعلوم الاقتصادية والتجارية في فرنسا، ثم حصل على ماجيستير في إدارة الأعمال من جامعة كورنيل في الولايات المتحدة الأمريكية.